# N05 (Oekraïne)
De N05 (Cyrillisch: H05) is een autoweg op het Oekraïense schiereiland Krim. De weg loopt van Krasnoperekopsk naar Simferopol en is 115 kilometer lang.

## Verloop
De weg begint bij het stadje Krasnoperekopsk aan, waar weg aansluit op de M17 naar Cherson en het oostelijke gedeelte van de Krim. De volgende 119 kilometer voeren door de vlakten van de noordelijke kant van het schiereiland Krim. Het zuidelijk gedeelte van het schiereiland is bergachtig. De laatste 14 kilometer naar Simferopol zijn uitgevoerd als 2x2 rijstroken. De weg eindigt op de ringweg van Simferopol, vanwaar de R23 naar Kertsj leidt, de M18 naar Jalta en Melitopol en de N06 naar Sebastopol aan de Zwarte Zee.
M01 ·
M02 ·
M03 ·
M04 ·
M05 ·
M06 ·
M07 ·
M08 ·
M09 ·
M10 ·
M11 ·
M12 ·
M13 ·
M14 ·
M15 ·
M16 ·
M17 ·
M18 ·
M19 ·
M20 ·
M21 ·
M22 ·
M23 ·
M24 ·
M25 ·
M26 ·
M27 ·
M28 ·
M29 ·
M30
N01 ·
N02 ·
N03 ·
N04 ·
N05 ·
N06 ·
N07 ·
N08 ·
N09 ·
N10 ·
N11 ·
N12 ·
N13 ·
N14 ·
N15 ·
N16 ·
N17 ·
N18 ·
N19 ·
N20 ·
N21 ·
N22 ·
N23 ·
N24 ·
N25 ·
N26 ·
N27 ·
N28 ·
N30 ·
N31 ·
N32 ·
N33